# Lancia Lambda
Lancia Lambda är en personbil, tillverkad av den italienska biltillverkaren Lancia mellan 1923 och 1931.
Vincenzo Lancias tanke bakom den nya Lambdan var att bygga en liten och lätt bil, som inte behövde så stor motor för att uppnå goda prestanda. För att nå målen fick han ta till flera nya idéer och Lambdan anses vara en viktig milstolpe i bilens utveckling.
För att hålla nere vikten var chassit ovanligt klent dimensionerat. Som förstärkning svetsades plåtar runt passagerarutrymmet som sedan kläddes med karossplåtar. Resultatet blev världens första självbärande kaross. Bilen fanns bara med en öppen fyrdörrarskaross. För vinterbruk kunde denna förses med ett avtagbart tak och sidofönster som skyddade mot väder och kyla. För att förbättra vägegenskaperna hade bilen individuell hjulupphängning fram. Detta var inget nytt, för principen med teleskoprörsfjädring hade använts på vissa franska bilar redan i slutet av 1890-talet, men Lancia var först med att använda moderna hydrauliska stötdämpare. Lancia var även tidigt ute med bromsar på alla fyra hjulen. Motorn, med cylindrarna i V-form, var lätt och kompakt och då den var för tiden ovanligt högvarvig tog man ut hög effekt. Tack vare låg vikt och god väghållning kunde Lambdan hålla jämn fart med betydligt större och starkare konkurrenter.
Ganska snart började vissa kunder klaga på att de inte hade andra karossalternativ att välja mellan och från 1925 sålde Lancia ett separat chassi, för fristående karossmakare att bygga på. Med tyngre karosser krävdes starkare motor, vilket kom i två omgångar 1926 och 1928.
Lancia räknade inte årsmodeller, utan bilen tillverkades i serier varefter olika förbättringar infördes:
- Första serien, tillverkad under 1923 i 400 exemplar.
- Andra serien, tillverkad mellan 1923 och 1924 i 1 100 exemplar. Små modifieringar av motorn.
- Tredje serien, tillverkad under 1924 i 800 exemplar. Ytterligare modifieringar av motorn, bland annat tändsystemet.
- Fjärde serien, tillverkad mellan 1924 och 1925 i 850 exemplar. Modifierad vindruta.
- Femte serien, tillverkad under 1925 i 1 050 exemplar. Fyrväxlad växellåda införs.
- Sjätte serien, tillverkad mellan 1925 och 1926 i 1 300 exemplar. Bilen säljs nu även med separat chassi med två olika hjulbaser.
- Sjunde serien, tillverkad mellan 1926 och 1928 i 3 100 exemplar. Ny, större motor införs.
- Åttonde serien, tillverkad mellan 1928 och 1930 i 3 903 exemplar. Åter en större motor införs.
- Nionde serien, tillverkad under 1931 i 500 exemplar. Sista serien säljs enbart med separat chassi.

## Motor
Motorn i Lambdan var en smal V4-motor i aluminium. Cylindrarna var gjutna i samma block med ett gemensamt cylinderhuvud. I centrum av cylinderhuvudet fanns en enkel kamaxel som styrde alla ventiler via vipparmar. Lancia testade flera olika vinklar mellan cylindrarna. Första motorn hade 13°, andra motorn 14° och den tredje åter drygt 13° vinkel. 
Detta koncept "uppfanns" igen av VW i slutet av 1990-talet, och presenterades som något revolutionerande, VW tycktes ha glömt att Lancia använt denna typ av motor under 40 år.
| Modell  | Motor              | Cylindervolym | Effekt | Bränslesystem   |
| ------- | ------------------ | ------------- | ------ | --------------- |
| S.1-S.6 | 4-cyl V-motor SOHC | 2121 cm³      | 49 hk  | Enkel förgasare |
| S.7     | 4-cyl V-motor SOHC | 2375 cm³      | 59 hk  | Enkel förgasare |
| S.8-S.9 | 4-cyl V-motor SOHC | 2569 cm³      | 69 hk  | Enkel förgasare |